# Phare de Koskela
Le phare de Koskela (en finnois : Koskelan  loisto) est un feu inactif situé  dans le district de Koskela (Oulu) sur le golfe de Botnie, en Ostrobotnie du Nord (Finlande).

## Histoire
Ce petit phare a été construit en 1940 pour guider les navires vers le port de Toppila à Oulu. La lumière a été désactivée à la fin des années 1990 et sert depuis de marquage de jour.
En raison du rebond post-glaciaire, la tour est située à 150 mètres de la côte et est presque complètement cachée par la végétation. La tour est située dans les limites de la réserve naturelle de Letonniemi.

## Description
Le phare est une petite tour cylindrique en béton armé de 5 mètres de haut, avec une lanterne octogonale en acier. La tour est peinte en blanc et la lanterne est rouge. Il émettait, à une hauteur focale de 8 mètres, un éclat blanc toutes les 3 secondes. Sa portée nominale était de 6.6 milles nautiques (environ 12 km).
Identifiant : Amirauté : ex-C4163 .
|          |
| Le phare |

### Lien connexe
- Liste des phares de Finlande